# ラジオでキャッチ
『ラジオでキャッチ』は、1989年4月3日から2000年3月31日まで山陰放送 (BSS) ラジオで放送されていたラジオ番組である。月曜から金曜の午後、13:00 - 15:45に放送されていた。

## パーソナリティ
中岡以外は全員山陰放送のアナウンサー（後に離職した人物も含む）。
| 期間      | 期間      | 男性       | 男性       | 男性       | 男性     | 女性       | 女性       | 女性       | 女性       |
| 期間      | 期間      | 月曜・火曜 | 水曜       | 木曜       | 金曜     | 月曜・火曜 | 水曜       | 木曜       | 金曜       |
| --------- | --------- | ---------- | ---------- | ---------- | -------- | ---------- | ---------- | ---------- | ---------- |
| 1989.4.3  | 1991.3.29 | 宇田川修一 | 角谷敏朗   | 角谷敏朗   | 板井文昭 | 荒井由岐子 | 和田季子   | 和田季子   | 坂口育子   |
| 1991.4.1  | 1991.9.27 | 宮本忠明   | 渡部晃治   | 渡部晃治   | 板井文昭 | 荒井由岐子 | 和田季子   | 和田季子   | 坂口育子   |
| 1991.9.30 | 1992.3.31 | 宮本忠明   | 桑本充悦   | 桑本充悦   | 板井文昭 | 荒井由岐子 | 和田季子   | 和田季子   | 坂口育子   |
| 1992.4.1  | 1993.3.31 | 宮本忠明   | 谷口あつし | 谷口あつし | 板井文昭 | 和田季子   | 荒井由岐子 | 荒井由岐子 | 坂口育子   |
| 1993.4.1  | 1996.3.29 | 渡部晃治   | 渡部晃治   | 板井文昭   | 板井文昭 | 木野村尚子 | 木野村尚子 | 坂口育子   | 坂口育子   |
| 1996.4.1  | 1997.3.31 | 宮本忠明   | 宮本忠明   | 板井文昭   | 板井文昭 | 木野村尚子 | 木野村尚子 | 坂口育子   | 坂口育子   |
| 1997.4.1  | 1998.3.27 | 角谷敏朗   | 角谷敏朗   | 板井文昭   | 板井文昭 | 中岡みずえ | 中岡みずえ | 坂口育子   | 坂口育子   |
| 1998.3.30 | 2000.3.31 | 角谷敏朗   | 角谷敏朗   | 板井文昭   | 板井文昭 | 中岡みずえ | 中岡みずえ | 荒井由岐子 | 荒井由岐子 |

## 主なコーナー
- なつメロコーナー
- タウンスポット
- こんにちは山陽さん
- 巡業町から村から（1989年9月まで）
- わが町バンザイ → わが町バンザイ おしゃべり横丁
- ティータイムスポット
- 田渕岩夫の日清食品です こんにちは奥さん（1991年9月まで）
- 幸・福・ひかるの歌のマーケット（日清食品提供枠　1991年10月 - ）
- クイズ・チャンスをキャッチ
- お茶の間経済学
- 証券Today
- マンスリー映画情報
- 釣り情報
- モータースポーツ情報
- おしゃべり夢ランド
- ゴルフ月例会情報
- ちょっとリフレッシュ（1991年3月まで）
- NTTふれ愛情報ネットワーク（1990年3月まで）
- NTTヘルシートーク（1990年4月 - 1992年3月）
- タウンページで広がる新しいおつきあい（1992年4月 - ）
- おめでとうメッセージ
- 米吾 ありがとう女たち（1991年4月 - 1991年9月）
- プラザわくわくインフォメーション（1992年4月 - 1993年9月）
- おススメ中古車情報（1992年10月 - 1993年3月）
- 旅してトキメキ（1993年4月 - ）
- 長谷圭子 ふるさとさんこんにちは（1993年10月 - ）
- 駐在さんこんにちは（1993年10月 - ）
- 情報マップなんとなんと…（1995年10月 - ）
- テレマート ラジオショッピング（1996年4月 - ）

（出典：）